# Allactaga severtzovi
Allactaga severtzovi és una espècie de mamífer rosegador de la família dels dipòdids. Viu al Kazakhstan, el Tadjikistan, el Turkmenistan i l'Uzbekistan. El seu hàbitat natural són els deserts. Es desconeix si hi ha cap amenaça significativa per a la supervivència d'aquesta espècie. Aquest tàxon fou anomenat en honor del zoòleg rus Nikolai Sévertsov.